# Kabinet-Lars Løkke Rasmussen II
Het kabinet–Lars Løkke Rasmussen II was de regering van het Koninkrijk Denemarken van 28 juni 2015 tot 28 november 2016.

## Kabinet–Lars Løkke Rasmussen II (2015–2016)
| Ambtsbekleder                          | Ambtsbekleder            | Ambtsbekleder                   | Functie                                                | Ambtstermijn      | Ambtstermijn      | Partij |
| -------------------------------------- | ------------------------ | ------------------------------- | ------------------------------------------------------ | ----------------- | ----------------- | ------ |
|                                        | Lars Løkke Rasmussen     | Lars Løkke Rasmussen (1964)     | Premier                                                | 27 juni 2015      | 27 juni 2019      | VDL    |
|                                        | Karen Ellemann           | Karen Ellemann (1969)           | Minister van Binnenlandse Zaken                        | 27 juni 2015      | 28 november 2016  | VDL    |
| Minister van Sociale Zaken             | Karen Ellemann           | Karen Ellemann (1969)           |                                                        | 27 juni 2015      | 28 november 2016  | VDL    |
| Minister voor Noorse Samenwerking      | Karen Ellemann           | Karen Ellemann (1969)           | 1 mei 2018                                             | 27 juni 2015      |                   | VDL    |
|                                        | Kristian Jensen          | Kristian Jensen (1971)          | Minister van Buitenlandse Zaken                        | 28 juni 2015      | 28 november 2016  | VDL    |
|                                        | Claus Hjort Frederiksen  | Claus Hjort Frederiksen (1947)  | Minister van Financiën                                 | 28 juni 2015      | 28 november 2016  | VDL    |
|                                        | Søren Pind               | Søren Pind (1969)               | Minister van Justitie                                  | 28 juni 2015      | 28 november 2016  | VDL    |
|                                        | Troels Lund Poulsen      | Troels Lund Poulsen (1976)      | Minister van Industrie en Handel                       | 28 juni 2015      | 28 november 2016  | VDL    |
|                                        | Carl Holst               | Carl Holst (1970)               | Minister van Defensie                                  | 28 juni 2015      | 30 september 2015 | VDL    |
|                                        | Peter Christensen        | Peter Christensen (1975–2025)   | Minister van Defensie                                  | 30 september 2015 | 28 november 2016  | VDL    |
|                                        | Sophie Løhde             | Sophie Løhde (1983)             | Minister van Volksgezondheid                           | 28 juni 2015      | 28 november 2016  | VDL    |
|                                        | Jørn Neergaard Larsen    | Jørn Neergaard Larsen (1949)    | Minister van Arbeid                                    | 28 juni 2015      | 28 november 2016  | VDL    |
|                                        | Ellen Trane Nørby        | Ellen Trane Nørby (1980)        | Minister van Onderwijs                                 | 28 juni 2015      | 28 november 2016  | VDL    |
|                                        | Esben Lunde Larsen       | Esben Lunde Larsen (1978)       | Minister van Hoger Onderwijs Wetenschap en Technologie | 28 juni 2015      | 29 februari 2016  | VDL    |
|                                        | Ulla Tørnæs              | Ulla Tørnæs (1962)              | Minister van Hoger Onderwijs Wetenschap en Technologie | 29 februari 2016  | 28 november 2016  | VDL    |
|                                        | Hans Christian Schmidt   | Hans Christian Schmidt (1953)   | Minister van Transport                                 | 28 juni 2015      | 28 november 2016  | VDL    |
|                                        | Inger Støjberg           | Inger Støjberg (1973)           | Minister van Huisvesting                               | 28 juni 2015      | 28 november 2016  | VDL    |
| Minister voor Immigratie en Integratie | Inger Støjberg           | Inger Støjberg (1973)           | 27 juni 2019                                           | 28 juni 2015      |                   | VDL    |
|                                        | Eva Kjer Hansen          | Eva Kjer Hansen (1964)          | Minister van Landbouw en Visserij                      | 28 juni 2015      | 26 februari 2016  | VDL    |
| Minister van Milieu                    | Eva Kjer Hansen          | Eva Kjer Hansen (1964)          |                                                        | 28 juni 2015      | 26 februari 2016  | VDL    |
|                                        | Esben Lunde Larsen       | Esben Lunde Larsen (1978)       | Minister van Landbouw en Visserij                      | 29 februari 2016  | 28 november 2016  | VDL    |
| Minister van Milieu                    | Esben Lunde Larsen       | Esben Lunde Larsen (1978)       |                                                        | 29 februari 2016  | 28 november 2016  | VDL    |
|                                        | Lars Christian Lilleholt | Lars Christian Lilleholt (1965) | Minister van Klimaat en Energie                        | 28 juni 2015      | 27 juni 2019      | VDL    |
|                                        | Bertel Haarder           | Bertel Haarder (1944)           | Minister van Cultuur                                   | 28 juni 2015      | 28 november 2016  | VDL    |
| Minister voor Godsdienst               | Bertel Haarder           | Bertel Haarder (1944)           |                                                        | 28 juni 2015      | 28 november 2016  | VDL    |
|                                        | Karsten Lauritzen        | Karsten Lauritzen (1983)        | Minister voor Belastingen                              | 28 juni 2015      | 27 juni 2019      | VDL    |

Kristensen ·
Hedtoft I ·
Hedtoft II ·
Eriksen ·
Hedtoft III ·
Hansen I ·
Hansen II ·
Kampmann I ·
Kampmann II ·
Krag I ·
Krag II ·
Baunsgaard ·
Krag III ·
Jørgensen I ·
Hartling ·
Jørgensen II ·
Jørgensen III ·
Jørgensen IV ·
Jørgensen V ·
Schlüter I ·
Schlüter II ·
Schlüter III ·
Schlüter IV ·
P.N. Rasmussen I ·
P.N. Rasmussen II ·
P.N. Rasmussen III ·
P.N. Rasmussen IV ·
A.F. Rasmussen I ·
A.F. Rasmussen II ·
A.F. Rasmussen III ·
L.L. Rasmussen I ·
Thorning-Schmidt I ·
Thorning-Schmidt II ·
L.L. Rasmussen II ·
L.L. Rasmussen III ·
Frederiksen I ·
Frederiksen II